# Vimbuza

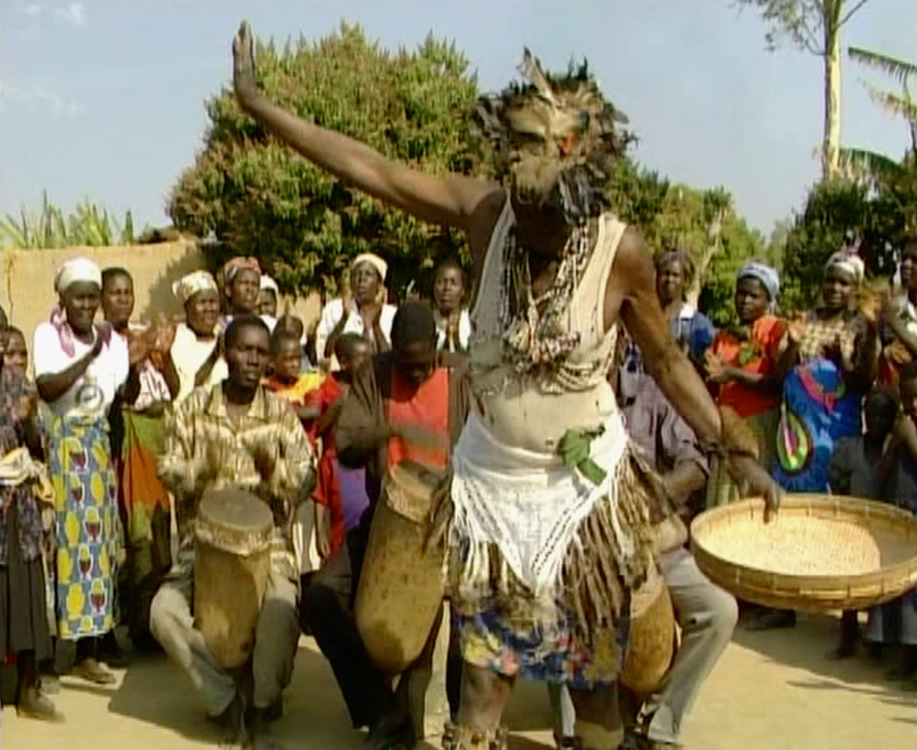
Vimbuza-Tanz

Vimbuza (Pl. von chimbuza), auch Virombo, bezeichnet bei den Tumbuka, einer Ethnie im Norden von Malawi und im Osten von Sambia, besitzergreifende Geister, die von ihnen ausgelöste Krankheit sowie Tänze mit Trommelbegleitung zur Heilung der Betroffenen. Von Vimbuza werden meist Frauen besessen. Den therapeutischen Zeremonien, die neben den Tänzen auch aus einem Tieropfer bestehen, liegen Vorstellungen der Tumbuka-Mythologie zugrunde, dennoch werden sie auch von christianisierten Tumbuka praktiziert.

## Kulturelles Umfeld

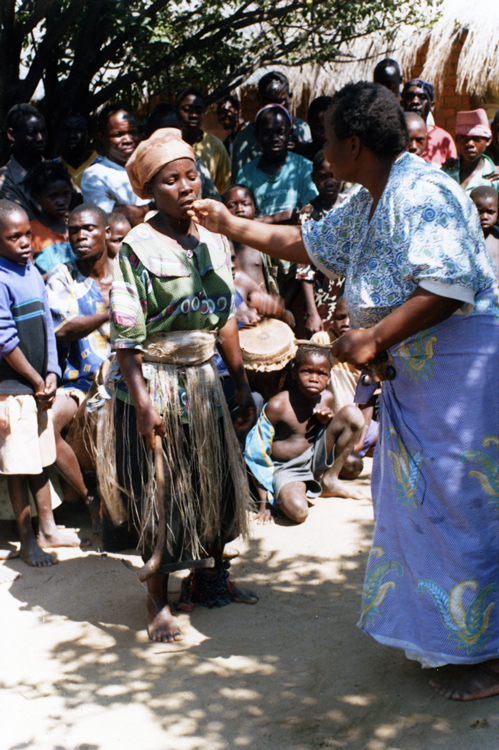
Von einem Vimbuza-Geist besessene Frau

Die zwischen einer und zwei Millionen zählenden Tumbuka-Sprecher leben zu zwei Dritteln in Malawi, wo sie sich von den Chewa weiter südlich abgrenzen, und zu einem Drittel in Sambia. Dort bilden sie zusammen mit den Chewa eine Bevölkerungsminderheit an der Ostgrenze. Tumbuka sind Bantusprecher und im 16. oder 17. Jahrhundert in ihr heutiges Siedlungsgebiet eingewandert. Die kosmogonischen Modelle ihrer traditionellen Religion und ihr Geisterglauben haben sich im Austausch mit den benachbarten Volksgruppen entwickelt und unter dem Einfluss christlicher Missionare seit dem Ende des 19. Jahrhunderts verändert.
Vorstellungen von überwiegend Frauen angreifenden Besessenheitsgeistern sind in Afrika weit verbreitet, sie haben sich teilweise auch unter dem Dach des Christentums erhalten. In Teilen Sambias und Simbabwes wird der Besessenheitskult Mashawe von der christianisierten Bevölkerung praktiziert, in Tansania gibt es den Pepo-Kult (auch Shetani). Mit schwarzafrikanischen Sklaven sind die Geister in den arabischen Norden Afrikas gelangt und haben Anhänger bei den unteren Schichten der muslimischen Gesellschaften gefunden. Frauen in Marokko finden sich in der Derdeba-Zeremonie zusammen, deren Gegenstück in Tunesien der Stambali-Ritus ist. Vergleichbar sind weiterhin die „schwarzen“ Geister der Tuareg, denen mit Tendé-Musik begegnet wird, die Geister des Bori- und des Dodo-Kults bei den Hausa und der Zar-Kult in Ägypten und im Sudan. Eine Ausnahme stellt das marokkanische Geistwesen Aisha Qandisha dar, von dem fast nur Männer der untersten sozialen Schicht befallen werden.
Allgemein beobachtete Indizien, um das Wirken eines besitzergreifenden Geistes zu bestätigen, sind Zungensprechen in Verbindung mit Krankheitssymptomen wie Apathie, Gliederschmerzen, Anzeichen von Depression und die Missachtung von grundlegenden kulturellen Normen. Bei den Tumbuka kann das bedeuten, dass die Frau tabuisierte Nahrung zu sich nimmt, statt daheim im Busch übernachtet, nackt umhergeht oder die übliche Hausarbeit vernachlässigt. Ziel der Therapie ist nicht, den Geist auszutreiben, sondern ihn so weit zu besänftigen, dass der Patient mit seinem Geist auskommen kann. Besitzergreifende Geister sind nicht grundsätzlich schädlich, ihre Anwesenheit kann auch gegen andere Geister oder gegen Hexerei schützen.

## Geschichte
Bis zur Mitte des 19. Jahrhunderts war die Region dünn besiedelt. Die Tumbuka lebten westlich des nördlichen Malawisees in isolierten Gehöften, mehrere von diesen bildeten kleine Häuptlingstümer. Ihr Hauptnahrungsmittel war Fingerhirse, ein anspruchsvolles Getreide, das viel Nährstoffe benötigt. Die Anpflanzung war nur im Wanderfeldbau möglich, nach einer Anbaudauer von drei bis fünf Jahren verlangten die Böden eine Brachezeit von 20 bis 25 Jahren.
Es gab an zentralen Stellen religiöse Schreine, an denen ein besitzergreifender Naturgeist oder eine niedrige Gottheit namens ciwanda (Pl. viwanda) verehrt wurde. Falls Männer oder Frauen von diesem Geist befallen wurden, dienten sie ihm fortan an seinem Schrein. Die Besessenen konnten in Trance fallen und mit dem Geist kommunizieren, bei wirtschaftlichen Notlagen empfingen sie Mitteilungen, wie Menschen die verloren gegangene Harmonie mit der Natur wiederherstellen könnten. Unabhängig von ihrem Geschlecht wurden sie „die Frauen des Geistes“ genannt.
In den 1850er Jahren drangen die Nguni aus dem Süden in den südlichen Teil des Siedlungsgebiets ein und machten sich die nicht geflohene einfache Tumbuka-Bevölkerung zu Untertanen. Es kam zu einschneidenden Veränderungen im wirtschaftlichen und kulturellen Bereich. Die Nguni unterdrückten die religiösen Praktiken der Tumbuka, wodurch die Schreine weitgehend verschwanden. Ende der 1870er Jahre war die Bevölkerung für die bisherigen Anbaumethoden zu groß geworden. Die Bauern begannen Wälder abzubrennen, um mit der Asche die Felder zu düngen. Durch die Abholzung trockneten Flüsse aus und die gesamte landwirtschaftliche Produktion ging zurück. Es kam zu mehreren Hungeraufständen der Tumbuka gegen ihre gesellschaftliche Unterdrückung und zu verstärkten religiösen Aktivitäten, um dem Verlust der eigenen Kultur etwas entgegenzusetzen. Die Tumbuka und andere, von den Nguni abhängige untere Schichten schufen sich mit zunehmender Verarmung eine immer stärkere spirituelle Gegenwelt. Die Nguni-Herrscherschicht sah sich vermehrt mit Vorwürfen von Hexerei konfrontiert. Allgemein wird ein unerklärbares Unglück auf die magische Einwirkung von böswilligen Feinden zurückgeführt. Es bot sich an, auf die alten Abwehrmethoden (mwavi) der Tumbuka zurückzugreifen, um die Hexen aufzuspüren und von ihrem Tun abzubringen. Anstelle der früheren, zerstören Geisterschreine des organisierten Tumbuka-Kults entstanden nun überall neue Schreine, an denen zuvor unbekannte Geister verehrt wurden, die wohl die Nguni mitgebracht hatten. Darunter waren besitzergreifende Geister, die sich unabhängig von ihrer kulturellen Herkunft in den unteren Schichten breitmachten.
In den 1880er Jahren gewannen die neuen Jenseitsvorstellungen der christlichen (Livingstonia-) Missionare besonders bei den Tumbuka und den ebenfalls unterdrückten Tonga an Einfluss. Die nun folgenden wirtschaftlichen und sozialen Veränderungen erklären, wie allmählich die bisher Männer und Frauen gleichermaßen befallenden Geister zu einem überwiegend Frauen betreffenden Problem wurden. Ende der 1880er Jahre vernichtete eine große afrikanische Rinderpest fast alle Rinder, was zusammen mit Ernteausfällen zu einer Hungersnot führte. 1891 begann auf dem Gebiet des heutigen Malawi die Kolonialherrschaft mit der Einrichtung des British Central Africa Protectorate, das 1907 in Nyasaland umbenannt wurde. Die Einführung von Steuern und Geldwirtschaft zwang viele Männer zur Arbeitsmigration in die Nachbarländer. Während des Ersten Weltkriegs wurden viele Männer für bis zu drei Jahre als Träger oder Plantagenarbeiter zwangsverpflichtet. Weitere Verschlechterungen der wirtschaftlichen Situation nach dem Krieg durch die Spanische Grippe, Inflation und Steuererhöhungen führten 1923 zu einer schweren Hungersnot. In diesem Jahrzehnt waren bis zu 70 Prozent der Männer von ihrer Heimat abwesend. Frauen, die über viele Jahre ihre Männer nicht sahen wurden zu machona  (Sg. lichona), „Verlorenen“. Der Ackerbau ist traditionell Aufgabe der Frauen, nun mussten sie zusätzlich schwere Männerarbeiten wie Busch roden übernehmen. Waren bis Ende des 19. Jahrhunderts bei den Tumbuka noch beide Geschlechter gleichermaßen marginalisiert, sahen sich während der Kolonialzeit die Frauen in ihrer Situation zurückgelassen. In den bei der Vimbuza-Zeremonie gesungenen Liedern dokumentiert sich bis heute die Erfahrung von Einsamkeit, Eifersucht und Vernachlässigung der Frauen.
Die Vimbuza-Geister breiteten sich Anfang der 1920er Jahre als nahezu ausschließliches Phänomen der Frauen aus. Die besorgten presbyterianischen Missionare reagierten darauf mit Verboten und schlossen an den Ritualen teilnehmende Frauen von der Kirche aus. Sie erklärten die Heilerinnen zu Hexen und die Tänze für unmoralisch, sie würden zum Zweck des Ehebruchs veranstaltet. Dass 1924 die Briten die Vimbuza-Zeremonie verboten, löste das Problem nicht. Ausgehend vom Flusstal des Kasitu im Süden gelangte der Geisterkult durch auswandernde Familien schnell in andere Gebiete. Neben den auf Zucht und Ordnung beharrenden Presbyterianern und Katholiken boten christliche Sekten ein Auffangbecken für alle, die sich der strengen Doktrin nicht beugen wollten. Die Livingstonia-Mission erhielt Konkurrenz durch Zeugen Jehovas und Zionistische Kirchen. Schnellen Mitgliederzuwachs erstrebten Sekten wie die Mitte der 1920er Jahre gegründete Last Church of God and his Christ, indem sie Polygynie erlaubten, ebenso die 1929 gegründete African National Church. Es gab Taufen ohne vorherige christliche Unterweisung und Heilsversprechungen auf das Jenseits trotz Beibehaltung der bisherigen Lebensweise. Hier sammelten sich die Anhänger der Geisterkulte.

## Klassen von Geistern
Die heute von den Tumbuka verehrten Geister haben sich aus verschiedenen Kultureinflüssen entwickelt. Nach ihrer mythologischen Herkunft lassen sie sich in mehrere Gruppen einteilen: Vimbuza werden mit den Geistern von gefallenen Kriegern erklärt, die Ende des 19. Jahrhunderts ums Leben kamen und, da sie nicht ordnungsgemäß bestattet wurden, ruhelos umherziehen und Menschen aufsuchen. Vilombo sind mächtige Tiergeister von Löwen, Leoparden und Pythons, die der verbreiteten afrikanischen Kosmogonie entstammen. Die Tiere müssen als wild und fremd charakterisiert werden. Am gefährlichsten sind die vyanusi, die zurückgekehrte Geister der Nguni von verstorbenen mächtigen Heilern und Hexenfindern (nchimi) sind. Das Wort vyanusi stammt von izanusi, „die Stinkenden“. Ein weiterer Geist, der aber in der Zeremonie nicht vorkommt, ist der mzungu (Europäer), vermutlich weil sich ein tanzender Missionar oder ein tanzender britischer Kolonialbeamter nur schwer vorstellen lässt. Ebenso wenig sind Ahnengeister (Pl. mizimu) für die Zeremonie geeignet. Ahnen gehören zum Eigenen, sie können in Träumen oder Visionen mit den Menschen sprechen und Anweisungen geben, aber ihnen wird nicht zugetraut, dass sie von einem Menschen Besitz ergreifen. Strukturalistisch unterschieden stehen Ahnen für die Kultur (oben) und Vimbuza für die Natur (unten).

## Tieropfer und Tanzzeremonie

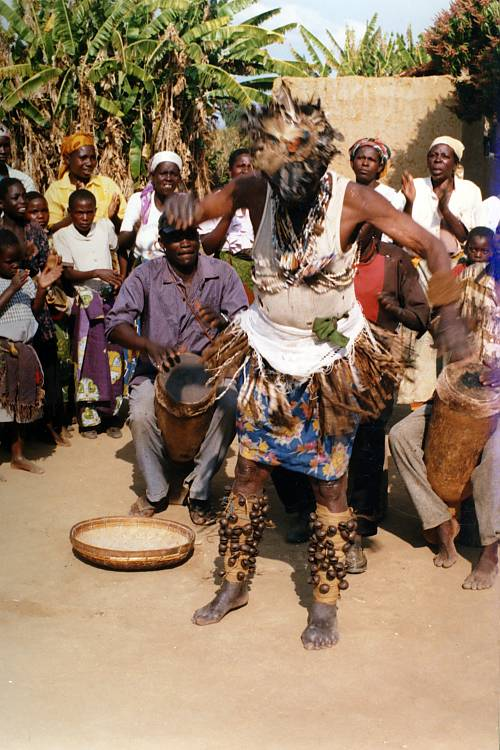
Vimbuza-Heiler mit Gefäßrasseln an den Beinen

Gesundheit wird als Gleichgewicht zwischen innerer Hitze und Kälte verstanden. Ist eine Besessenheit diagnostiziert, so weiß man, dass die Patientin zu heiß ist. Um dies herauszufinden, sucht die Frau eine Pflanzenheikundige (mankhwala) auf, die früher selbst besessen war. Sie kann den Geist ansprechen und ihn vielleicht einordnen. Zur Behandlung verschreibt sie eine Medizin und wird dadurch zur mbuya (geistigen Beschützerin) der Patientin. Bei Bedarf organisiert sie die öffentliche therapeutische Tanzzeremonie.
Für Vimbuza sollte wie für andere afrikanische Besessenheitsgeister ein Tieropfer (kusawiska) dargebracht werden. Geister brauchen frisches Blut (chilopa), falls dieses Verlangen nicht gestillt wird, nimmt sich der Geist vielleicht das Blut des Patienten. Ein Tieropfer ist die Grundvoraussetzung für den Heilungsprozess. Der Patient trinkt beim chilopa-Ritual das frisch aus dem Hals hervorquellende Blut, dadurch wird der Geist besänftigt und zumindest kurzfristig das Leiden des Patienten gemildert. Geister werden oft mit mphepo („Wind“) umschrieben. Die Opfertiere werden normalerweise erstickt, die Tötung wird als Trinken der Luft des Tieres aufgefasst. Das warm heraussprudelnde Blut zu trinken entspricht der Aufnahme von Lebensessenz, also wird bei dem Vorgang nicht Leben genommen, sondern Leben aufgenommen. Entgegen anderen, von Priestern durchgeführten Opferritualen, nimmt beim chilopa der Patient selbst die Opferung vor, das bedeutet, dass die Vimbuza-Geister direkt die Lebensenergie in Form von Tierblut erhalten. Das erste Tieropfer beginnt mit einem Huhn, um sich bei Wiederholung zu einer Ziege oder selten sogar einer Kuh zu steigern. Falls nach dem Opfer die Symptome verschwunden sind, also der Geist abgekühlt ist, braucht der Patient keine weitere Behandlung, er kann mit dem Geist in sich leben. Andernfalls hat er schwer heilbare Ahnenträume (mizimu).
Ein solches Opfer kann unabhängig von oder zu Beginn der Tanzzeremonie stattfinden. Bei dieser sind zwei große Trommeln mphanje (auch kamango) und zwei kleine Trommeln mphoza (auch mphiningu) im Einsatz. Sie spielen komplexe polyrhythmische Strukturen, mit denen der Geist erhitzt, also hervorgelockt (kuwuska) wird. Er soll sprechen und sich identifizieren. Die Patientin oder die Gruppe von Patienten sitzen dazu dicht neben den Trommeln. Durch Versuch und Irrtum probieren die Trommelspieler solange die für jeden einzelnen Geist spezifischen Rhythmen, bis ein Geist sich angesprochen fühlt; erkennbar daran, dass die Patientin in Trance fällt. Die Frau wird nun in ein Kleid aus Ziegen- oder Affenfellstreifen (madumbo), heute meist Baumwolle (mazamba), gesteckt und mit kleinen Glöckchen (mangwanda, auch nyisi) an den Füßen oder an der Hüfte behängt. In den Händen trägt sie eine kleine Axt (mphompho) und einen Fliegenwedel (litchowa), Symbole der Herrschermacht, mit denen die Frau ihre radikal veränderte soziale Position in dieser Ausnahmesituation zum Ausdruck bringt. Die Frau kann sich arrogant und aggressiv verhalten und Zuschauer und Musiker beschimpfen oder mit der Axt bedrohen.
Die flatternden Streifen des Kleides sind die sichtbare Entsprechung der Trommelschläge, zu denen sich die Tänzerin genau bewegen muss. Mit den Glöckchen an Hüfte oder Füßen verstärkt sie den wilden Rhythmus, sie macht Trippelschritte und schüttelt ihre Schultern. Wenn sich die Geister an die Tanzbewegungen gewöhnt haben (kuvara, „gereift sind“), beginnt sich die Tänzerin zu stabilisieren und mit ihrem Abgang ist die Veranstaltung beendet.

## Entwicklung nach der Unabhängigkeit
Mit der Unabhängigkeit in Malawi und Sambia 1964 änderte sich die offizielle Einstellung gegenüber Vimbuza. Erstmals wurde die Zeremonie nicht mehr geringschätzig missachtet, sondern im Zuge der Afrikanisierung als ein bedeutender Teil der traditionellen Kultur anerkannt. Mit der neuen Aufmerksamkeit verschwanden jedoch der therapeutische Aspekt und die mythologische Bedeutung, es entwickelte sich eine von ihren Geistervorstellungen gereinigte Form von Unterhaltungstänzen, an der seither auch Männer mitwirken. Auf Veranlassung der Kulturministerien von Malawi und Sambia entstanden Shows für Touristen. Auf einer sambischen Briefmarke war 1968 ein männlicher Vimbuza-Tänzer abgebildet. In diesem Zusammenhang steht die Aufnahme von Vimbuza in das UNESCO-Programm Meisterwerke des mündlichen und immateriellen Erbes der Menschheit im Jahr 2005.
Die Veranstaltungen wurden kommerzialisiert. Die Hexenfinder (nchimi) treten untereinander in einen Wettbewerb und agieren als bezahlte Organisatoren der Tänze. Daneben behandeln sie die besessenen Patienten ohne öffentliche Aufmerksamkeit in „Privatkliniken“ mit Pflanzenmedizin und christlichen Gebeten. Die aus der sozialen Situation entstandenen und früher im Rahmen der Dorfgemeinschaft therapierten Krankheiten sind zum Privatproblem eines Individuums geworden, das wie in westlichen Ländern psychologischer Beratung bedarf. Die öffentlichen Tanzveranstaltungen sind für die meisten Frauen nicht mehr bezahlbar.